# كانتون بيشينشا
كانتون بيشينشا (بالإنجليزية: Pichincha Canton)‏ هو كانتون في الإكوادور، يتبع Pichincha, Ecuador ‏، ومقاطعة مانابي.